# Margot Cloet
Margot Cloet (Etterbeek, 30 september 1974) is sinds eind 2017 gedelegeerd bestuurder van Zorgnet-Icuro.

## Biografie
Margot Cloet studeerde pedagogische wetenschappen. In 1997 ging ze aan de slag in het onderwijs en de bijzondere jeugdzorg in diverse functies, onder meer in Dagcentrum De Wip in Halle. In 2000 werd ze beleidsadviseur jonge kinderen en gezinnen bij Jos Chabert, toenmalig voor CVP-collegelid in de Vlaamse Gemeenschapscommissie. 
In 2002 richtte ze Minor-Ndako op en werd directeur van deze voorziening voor niet-begeleide minderjarige nieuwkomers in Brussel en Vlaams-Brabant. Omwille van haar ervaring met bijzondere jeugdbijstand werd ze in 2007 adviseur van Steven Vanackere, christendemocratische minister van Welzijn, Volksgezondheid en Gezin in de Vlaamse regering. In 2009 werd Cloet woordvoerder van zijn opvolgster Veerle Heeren. Na de verkiezingen nam ze haar directiefunctie bij Minor Ndako terug op. 
In 2010 werd ze adjunct-kabinetschef bij Jo Vandeurzen, de volgende Vlaamse CD&V-minister voor van Welzijn, Volksgezondheid en Gezin, en werd in 2014 gepromoveerd tot kabinetschef. Vanuit die functie bouwde ze kennis op over het gezondheids- en welzijnslandschap in Vlaanderen en onderhandelde ze met de verschillende beleidsniveaus. In de regering Bourgeois mee aan de uitvoering van de zesde staatshervorming, die grote implicaties had voor zorg en welzijn. In 2017 volgde ze Peter Degadt op als gedelegeerd bestuurder van Zorgnet-Icuro.
Ze spreekt regelmatig op studiedagen en debatten over het welzijns- en gezondheidsbeleid en is een veelgevraagde stem in de media. De krant De Tijd omschreef haar in maart 2018 als een van de machtigste vrouwen in de zorg: "Als topvrouw van zorgkoepel Zorgnet-Icuro is Cloet niet de eerste de beste. In de gezondheidszorg is enkel minister van Sociale Zaken en Volksgezondheid Maggie De Block (Open VLD) machtiger dan zij." In de zomer van 2018 was ze een van de topvrouwen in het radioprogramma Zomergasten op Radio 1. Op Kanaal Z praat ze over de noodzaak van de ziekenhuishervorming, de dieprode cijfers van de ziekenhuizen, het gebrek aan transparantie over de ereloonsupplementen en het nijpende personeelstekort. In juni 2020 praatte Jan De Meulemeester met haar over de coronacrisis in België en de toekomst van de gezondheidszorg.
Ze is woonachtig te Strombeek-Bever.

## Lidmaatschap
- voorzitter van de Federale Raad voor Ziekenhuisvoorzieningen
- voorzitter van Unie van Socialprofitondernemingen (UNISOC)
- lid van het Overlegcomité Welzijn, Volksgezondheid en Gezin
- lid van de Algemene Raad en het Verzekeringscomité van het Rijksinstituut voor Ziekte- en Invaliditeitsverzekering (RIZIV)
- lid van de algemene vergadering en de raad van bestuur van het Vlaams Instituut voor de Eerste Lijn
- lid van de raad van bestuur van het Steunpunt Geestelijke Gezondheidszorg
- lid van de raad van bestuur van Vereniging voor Social-Profit Ondernemingen (Verso)
- lid van de raad van bestuur van het Vlaams Welzijnsverbond
- lid van het Raadgevend Comité Zorg en Gezondheid
- lid van de raad van bestuur van GROEP INTRO